# Barkas B1000
De B1000 was een bestelwagen van het voormalige Oost-Duitse merk Barkas die werd gebouwd tussen 1961 en 1991.

## Geschiedenis

### Barkas 1000
Het eerste exemplaar werd op 14 juni 1961 gebouwd als opvolger van de Barkas V901/2. Het voertuig had eerst een 900 cc 3-in-lijn tweetaktmotor van 43 pk die later werd vergroot tot een 1 liter met 46 pk. Deze motor was tussen de voorzetels geïnstalleerd en was van daaruit ook bereikbaar.
Wegens zijn eenvoudige constructie was de B 1000 relatief robuust en betrouwbaar. Hij had vanaf het begin voorwielaandrijving. Er bestond slechts één standaardmodel, dat voortdurend werd verbeterd. Zo werd vanaf 1975 de stoel voor de bestuurder voorzien van een veiligheidsgordel en vanaf 1978 ook de bijrijderstoel; werd vanaf 1984 de brandstofvoorraad en de koelwatertemperatuur aangegeven met Leds en werd in 1987 het achterste portier in de gesloten uitvoering vervangen door een schuifdeur.
De bestelwagen had een laadvermogen van 1 ton op 6,4 m³, wat voor die tijd behoorlijk veel was, en haalde een topsnelheid van 100 km/u. Van de B1000 zijn meer dan 175.000 stuks gebouwd, met de 150.000e op 8 april 1987.

### Barkas 1000-1
In de herfst van 1989 werd de opvolger B1000-1 getoond in Leipzig. Het eerste exemplaar ervan werd op 1 september 1990 geproduceerd.
Met de inzet van viertaktmotoren van Volkswagen in de personenwagens Wartburg 1.3 en Trabant 1.1 ging de DDR-automobielindustrie de laatste fase in. Als fabrikant van de tweecilinder tweetaktmotoren voor de Trabant kreeg Barkas een sleutelrol bij de nieuwe motorenproductie met VW-licentie. Daarmee kreeg ook de B1000-1 in de verschillende uitvoeringen een viertaktmotor. Vanwege het belang van de motorenproductie voor Eisenach (Wartburg) en Zwickau (Trabant) evenals voor VW (deze motoren werden ook aan VW geleverd) raakte de verouderde bestelwagengeneratie volledig op de achtergrond. Ondanks de viertaktmotor was van een reguliere bestelwagenproductie daarom geen sprake meer na de Duitse hereniging.
Op 10 april 1991 werd de productie alweer gestaakt na 1961 exemplaren.

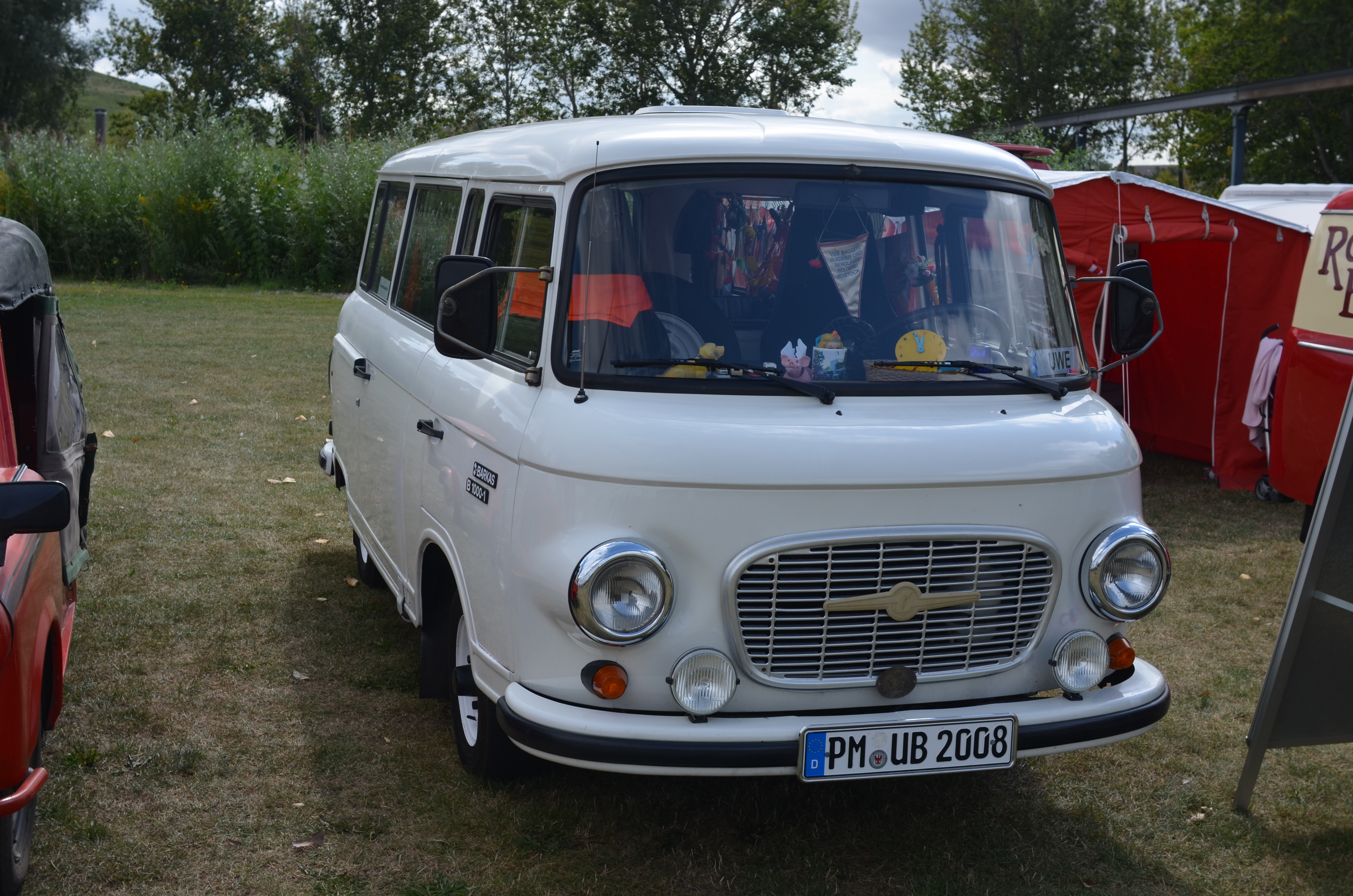
B1000-1
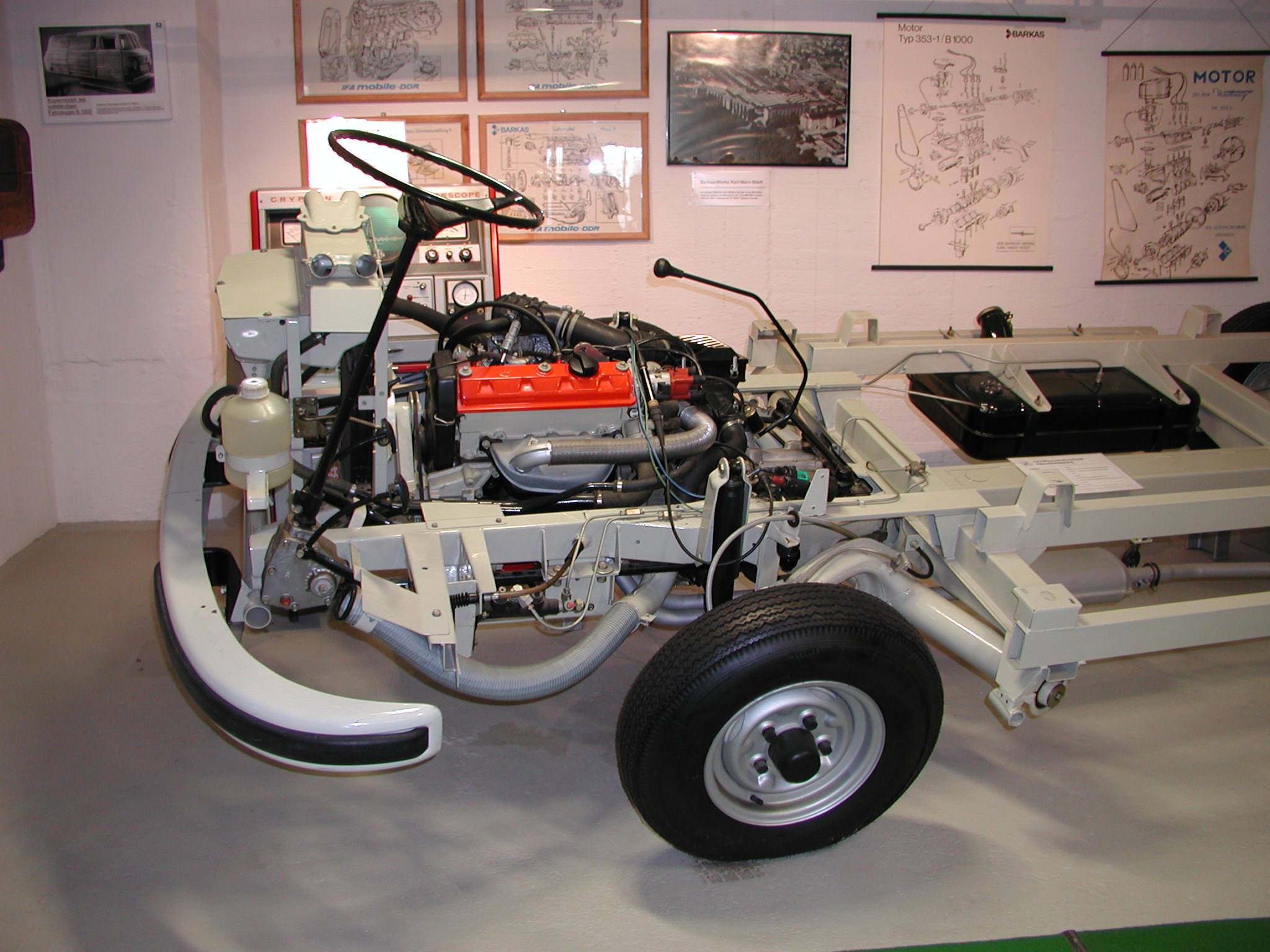
B1000-1 chassis